# Catalisi acida

Nell'esterificazione di Fischer catalizzata da acido, il protone si lega agli ossigeni e agisce da acido di Lewis per attivare il carbonile. L'ossidrile viene convertito in acqua, che è un buon gruppo uscente. Entrambi gli eventi abbassano la barriera cinetica e accelerano il raggiungimento dell'equilibrio chimico.

Nella catalisi acida e nella catalisi basica, una reazione chimica è catalizzata da un acido o da una base. Secondo la teoria acido-base di Brønsted-Lowry, l'acido è una specie in grado di donare protoni (ioni idrogeno, H+) e la base li può accettare. Tipiche reazioni catalizzate dal trasferimento di protoni sono le esterificazioni e le reazioni aldoliche. Durante queste reazioni, l'acido coniugato del gruppo carbonilico viene formato e questo è un elettrofilo migliore che nello stato neutro. A seconda delle specie chimiche che agiscono come acido o base, i meccanismi catalitici possono essere classificati come catalisi specifica o come catalisi generale. Molti enzimi operano per catalisi generale.

## Applicazioni ed esempi

### Acidi di Brønsted
La catalisi acida viene utilizzata principalmente per reazioni di chimica organica. Molti acidi possono funzionare come sorgente di protoni. Gli acidi che vengono utilizzati per la catalisi acida sono, più frequentemente, acido fluoridrico (nel processo di alchilazione), acido fosforico, acido toluensolfonico, polistirene solfonato, eteropoliacidi, zeoliti.
Gli acidi forti catalizzano l'idrolisi e la transesterificazione degli esteri, che viene utilizzata ad esempio nel processo per trasformare i grassi in biodiesel. In termini di meccanismo, l'ossigeno carbonilico è suscettibile alla protonazione, che aumenta l'elettrofilicità del carbonio carbonilico.

### Catalizzatori acidi solidi

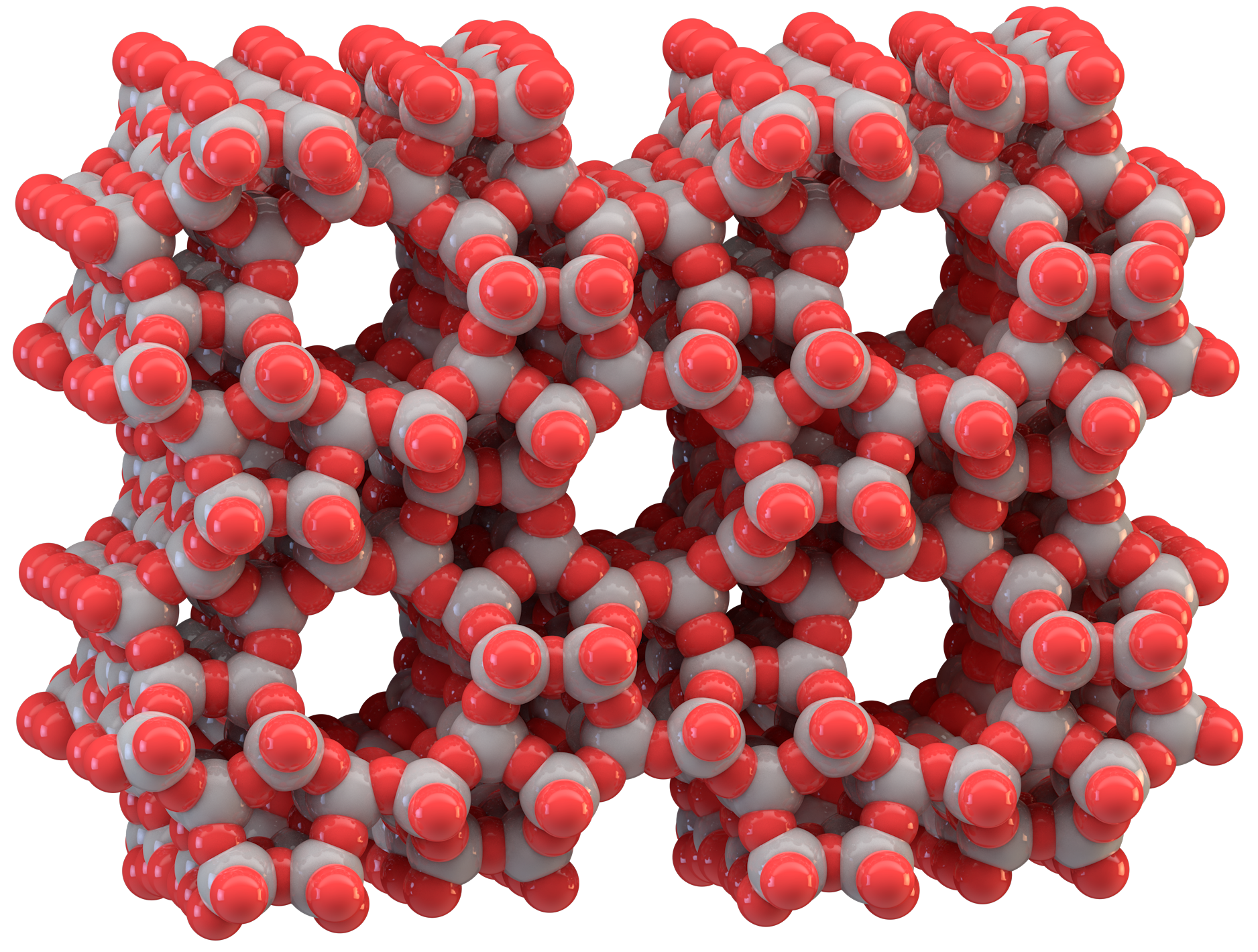
Zeolite, ZSM-5 è ampiamente usato come catalizzatore acido solido.

Nella chimica su scala industriale, molti processi sono catalizzati da "acidi solidi". Gli acidi solidi sono un esempio di catalisi eterogenea e non si dissolvono pertanto nel mezzo di reazione. Esempi ben noti includono alcuni ossidi, che funzionano come acidi di Lewis: silico-alluminati ( zeoliti, allumina, silico-alluminio-fosfato), zirconia solfatata e altri ossidi di metalli di transizione (titania, zirconia, niobia...). Tali catalizzatori sono usati nel cracking di prodotti petroliferi. Anche molti acidi di Brønsted solidi sono impiegati in processi industriali, tra cui polistirene solfonato, carbonio solfonato, acido fosforico solido, acido niobico ed eteropoliossometallati.
Un'applicazione che è diffusa su una scala particolarmente ampia è l'alchilazione, di cui è un esempio la combinazione di benzene ed etilene per dare etilbenzene . Un'altra importante applicazione è il riarrangiamento della cicloesanossima in caprolattame. Molte ammine alchiliche vengono preparate mediante amminazione di alcoli, catalizzata da acidi solidi. Il compito del catalizzatore è quello di convertire, OH−, un gruppo uscente scadente, in uno migliore. Pertanto gli acidi vengono utilizzati per convertire gli alcoli in altre classi di composti, come tioli e ammine.

## Meccanismo
La catalisi acida si divide in due categorie: la catalisi acida specifica e quella generale.

### Catalisi specifica
Nella catalisi acida, il catalizzatore è il solvente protonato. La velocità di reazione è proporzionale alla concentrazione delle molecole di solvente protonate SH+. Il catalizzatore acido (AH) contribuisce all'accelerazione della velocità solo attraverso lo spostamento dell'equilibrio chimico che coinvolge S e AH per formare la specie SH+. Questo tipo di catalisi è comune per gli acidi forti nei solventi polari, come l'acqua.
{\displaystyle {\ce {S + AH -> SH+ + A-}}}
Per questa ragione, ad esempio in una soluzione tampone acquosa, la velocità di reazione per i reagenti R dipenderà dal pH del sistema ma non dalle concentrazioni dei diversi acidi.
{\displaystyle {\text{velocità}}=-{\frac {{\text{d}}[{\ce {R^1}}]}{{\text{d}}t}}=k{\ce {[SH+] [R^1] [R^2]}}}
Questo tipo di cinetica chimica si osserva quando il reagente R1 è in rapido equilibrio con il suo acido coniugato R1H + che quindi mantiene una concentrazione di stato stazionario e procede lentamente a reagire con R2 per dare il prodotto di reazione; un esempio è presente nella reazione aldolica catalizzata da acidi.

### Catalisi generale
Nella catalisi acida generale tutte le specie capaci di donare protoni contribuiscono all'accelerazione della velocità di reazione, tuttavia gli acidi più forti sono i più efficaci. Mostreranno una catalisi acida generale quelle reazioni in cui il trasferimento protonico è il rate-determining step, ad esempio nelle reazioni di copulazione di sali di diazonio.
{\displaystyle {\text{velocità}}=-{\frac {{\text{d}}[{\ce {R^1}}]}{{\text{d}}t}}=k_{1}{\ce {[SH+] [R^1] [R^2]}}+k_{2}{\ce {[A^1H] [R^1] [R^2]}}+k_{3}{\ce {[A^2H] [R^1] [R^2]}}+...}
Quando si mantiene il pH costante, ma si modifica la concentrazione del tampone, una variazione della velocità segnala una catalisi acida generale. Una velocità costante è la prova di una catalisi specifica, invece. Quando le reazioni sono condotte in mezzi non polari, la catalisi generale si dimostra molto importante perché l'acido spesso non è ionizzato.
Un altro caso di catalisi generale si trova negli enzimi, che sono in grado di catalizzare le reazioni in cui sono coinvolti utilizzando la catalisi generale sia acida che basica.